# Gunderich burgund király
Gunderich, más írásmóddal Gundiok (? – 473) a burgundok királya 436 és 473 között.
Az ő uralkodása alatt a burgundok két fővárosból, Lyonból és Genfből kormányozták birodalmukat. Gunderich udvarát Lyonban tartotta, míg öccse, Chilperich Genfből kormányzott. 450 körül feleségül vette Ricimer római magister militum nővérét. Ennek a házasságnak a révén aktívan részt vett a római császár politikájában. 456-ban "a burgundok elfoglalták Gallia egy részét és megosztoztak a földeken a senatorokkal.", 457-ben pedig "Theodorik gót király egyetértésével Gundiok burgund király népével és egész hadseregével bevonult Galliába, hogy ott lakjék.". Volt olyan eset, hogy a helyi lakosok kifejezetten kérték a burgundokat, hogy vegyék birtokba a területet, mert túl magasak voltak az adók:: "a lyoni provinciából gallok és rómaiak küldöttei keresték fel őket [Gundiok és Chilperich burgund királyokat], hogy vegyék birtokba a területet és rendezkedjenek be ott feleségükkel és családjukkal, hogy ezáltal megmeneküljenek a súlyos adóterhektől".